# Cavacurta
Cavacurta (lombardul: Cavacürta) település Olaszországban, Lombardia régióban, Lodi megyében. Lakosainak száma 848 fő (2018. január 1.). Cavacurta Camairago, Codogno, Maleo és Pizzighettone községekkel határos.

## Népesség
A település lakossága az elmúlt években az alábbi módon változott:

| 2017 | 835 |
| 2018 | 848 |